# Reproduktivno zdravlje žena u Sjedinjenim Američkim Državama
Reproduktivno zdravlje žena u Sjedinjenim Američkim Državama odnosi se na skup fizičkih, mentalnih i socijalnih pitanja povezanih sa zdravljem žena u Sjedinjenim Američkim Državama. Obuhvata prava žena u Sjedinjenim Državama na adekvatno seksualno zdravlje, dostupne metode kontracepcije i lečenje polno prenosivih bolesti. Prevalenca zdravstvenih problema žena u američkoj kulturi inspirisana je feminizmom drugog talasa u Sjedinjenim Američkim Državama.  Kao rezultat ovog pokreta, žene u Sjedinjenim Američkim Državama počele su da preispituju zdravstveni sistem kojim dominiraju uglavnom muškarci i zahtevale su pravo na informacije o pitanjima koja se tiču njihove fiziologije i anatomije.  Američka vlada napravila je značajne korake u predlaganju rešenja, poput stvaranja Inicijative za žensko zdravlje putem Kancelarije za istraživanje ženskog zdravlja 1991. godine.

## Seksualno zdravlje
Odeljenje za zdravstvo i ljudske usluge razvilo je definiciju seksualnog zdravlja u Sjedinjenim Američkim Državama na osnovu definicije seksualnog zdravlja Svetske zdravstvene organizacije. 
„Seksualno zdravlje je stanje blagostanja u odnosu na seksualnost tokom čitavog životnog veka koje uključuje fizičke, emocionalne, mentalne, socijalne i duhovne dimenzije. Seksualno zdravlje je suštinski element ljudskog zdravlja i zasniva se na pozitivnom, pravičnom i sa poštovanjem pristupu seksualnosti, vezama i reprodukciji, koji je oslobođen od prinude, straha, diskriminacije, stigme, srama i nasilja.
Vlada Sjedinjenih Država prepoznaje da je rod faktor koji igra značajnu ulogu u seksualnom zdravlju.
S tim u vezi, u Sjedinjenim Državama postoji rat protiv ženskih prava. Zasnovan je na politici u Sjedinjenim Američkim Državama i na tome da kandidati mogu da dobiju glasove ili finansiranje za određene programe iz područja. Uz ovo, jedan od prvih pokušaja pooštravanja zakona po dnevnom redu bio bi zakon u Luizijani. To je omogućilo ženama koje su u prošlosti imale abortus da mogu da tuže lekara koji je radio postupak deset godina pre datuma pobačaja. Zakon je naveo da mogu da tuže za štetu ne samo nanetu ženama, već i na emocionalnoj šteti fetusa. Ovo je bio politički potez koji je pokrenuo loptu da više država usvoji zakone protiv abortusa ili abortusa, u zavisnosti od političke agende koju pokreću u svakoj državi.

## Metode kontrole rađanja (kontracepcija)
Žene, muškarci ili parovi moraju uzeti u obzir mnoge elemente u bilo kojem trenutku svog života prilikom odabira najprikladnije metode kontracepcije. Ovi elementi uključuju sigurnost, efikasnost, dostupnost (uključujući pristupačnost i pristupačnost) i prihvatljivost. Dobrovoljni informirani odabir metoda kontracepcije važan je vodeći princip, a savetovanje o kontracepciji, kada je primjenjivo, može biti važan doprinos uspješnoj upotrebi metoda kontracepcije.
| Metoda                                                   | Tipična upotrebe | Savrđena upotreba |
| -------------------------------------------------------- | ---------------- | ----------------- |
| Bez kontrole rađanja                                     | 85%              | 85%               |
| Kombinovane tablete                                      | 9%               | 0.3%              |
| Tablete samo sa progestinom                              | 13%              | 1.1%              |
| Sterilizacija (žena)                                     | 0.5%             | 0.5%              |
| Sterilizacija(muškaraca)                                 | 0.15%            | 0.1%              |
| Ženski kondom                                            | 21%              | 5%                |
| Muški kondom                                             | 18%              | 2%                |
| Bakarna spirala                                          | 0.8%             | 0.6%              |
| Hormonal spirala                                         | 0.2%             | 0.2%              |
| Flaster                                                  | 9%               | 0.3%              |
| Vaginalni prsten                                         | 9%               | 0.3%              |
| MPA                                                      | 6%               | 0.2%              |
| Implantt                                                 | 0.05%            | 0.05%             |
| Dijafragma i spermicid                                   | 12%              | 6%                |
| Povlačenje                                               | 24%              | 0.4–5%            |
| Povlačenje                                               | 22%              | 4%                |
| Metoda laktacione amenoreje (Stopa neuspeha od 6 meseci) | 0–7.5%           | <2%               |

Pri odabiru metode kontracepcije, takođe treba uzeti u obzir dvostruku zaštitu od istovremenog rizika za HIV i druge  polno prenosive bolesti. Iako su hormonski kontraceptivi i spirale vrlo učinkoviti u prevenciji trudnoće, oni ne štite od spolno prenosivih bolesti, uključujući HIV. Dosledna i pravilna upotreba muškog kondoma od lateksa smanjuje rizik od HIV infekcije i drugih polno prenosivih bolesti, uključujući hlamidijsku infekciju, gonokoknu infekciju i trihomonijazu.
Američko Ministarstvo zdravlja i socijalne službe identifikovalo je nacionalne ciljeve reproduktivnog zdravlja, uključujući smanjenje nivoa neželjene trudnoće. Od svih trudnoća prijavljenih u Sjedinjenim Američkim Državama, polovina je neplanirana.  Od 62 miliona žena u Sjedinjenim Američkim Državama koje mogu da imaju decu, sedam od deset ovih žena je seksualno aktivno, ali ne želi da zatrudni. Kontracepcija je glavno pitanje reproduktivnog zdravlja žena. 86% seksualno aktivnih žena primenjuje neki oblik kontracepcije, a 30% ovih žena koristi hormonski oblik kontracepcije.  Žene u Sjedinjenim Američkim Državama imaju više sloboda u poređenju sa drugim globalnim državama u odlučivanju o upotrebi kontraceptiva.
Centri za kontrolu bolesti (CDC) imaju značajnu ulogu u procesu donošenja odluka koje žene moraju doneti prilikom izbora različitih vrsta kontracepcije. Žene u Sjedinjenim Američkim Državama se i dalje oslanjaju na svoje zdravstvene radnike za većinu informacija koje dobijaju o upotrebi kontracepcije. Da bi pomogao pružaocima zdravstvenih usluga u pružanju odgovarajuće nege za planiranje porodice, CDC je objavio američke kriterijume za medicinsku podobnost za upotrebu kontraceptivnih sredstava, 2010.  U nastavku stranice navedene su metod navodi metode kontrole rađanja koje je predložio Centar za kontrolu bolesti (CDC), i koji se svrstavaju dve kategorije: reverzibilne i trajne.

### Reverzibilne metode kontrole rađanja.[13]
U reverzibilne metode kontrole rađanja spadaju,  intrauterina kontracepcija, hormonska kontracepcija,  

#### Intrauterina kontracepcija
Među ženama postoji velika stigma na temu upotrebe intrauterinog uređaja (IUD) kao oblika kontracepcije. [Citiranje potrebno] Dve vrste IUD koje postoje za trenutnu upotrebu kontracepcije su Bakar T 380A i intrauterini sistem koji oslobađa levonorgestrel ili Mirena . Žene u Sjedinjenim Američkim Državama nedovoljno koriste spiralu, a samo 2% žena koristi IUD kao efikasnu kontracepciju.  Efikasnost kontraceptiva opisana je u terminima savršene upotrebe i tipične upotrebe. IUD se razlikuje od većine oblika kontracepcije, jer je 100% efikasan u oba slučaja upotrebe.  Nije moguće koristiti IUD nepravilno ili nedosledno, jer se one moraju ubaciti u matericu. Žene u Sjedinjenim Američkim Državama strahuju od upotrebe spirale, što ih čini manje popularnim oblikom kontracepcije.  Za mnoge žene u Sjedinjenim Američkim Državama spirale su opcija samo kada su korišćene druge tradicionalne metode kontracepcije (hormonska kontrola rađanja, barijerne metode itd.) Ili kada je žena već imala decu.  Strah oko upotrebe IUD-a proizilazi iz nedostatka odgovarajuće edukacije o svim dostupnim opcijama kontracepcije dostupnim ženama u Sjedinjenim Američkim Državama. Žene su navele kako se plaše kvaliteta samog uređaja, dobrovoljnog stavljanja uređaja u svoja tela i vremena potreban za držanje uređaja na mestu.  Nedostaje znanje o ženskoj anatomiji i prevenciji trudnoće, čak i među ženama u Sjedinjenim Američkim Državama.

#### Hormonska kontracepcija
Hormonska kontracepcija je najpopularniji metod kontracepcije među ženama u Sjedinjenim Američkim Državama. Žene mlađe od trideset godina najčešće koriste hormonalnu oralnu kontracepciju kao svoj omiljeni metod. Hormonski kontraceptivi mogu biti gotovo 100% efikasni kada se koriste savršeno, ali u većini slučajeva se koriste nesavršeno. Oralni hormonski kontraceptivi imaju 8% neuspeha.  Popularnost oralnih hormonskih kontraceptiva među ženama se menja tokom godine, kada se 32% žena odlučilo da prekine upotrebu oralnog hormonskog kontraceptiva nakon godinu dana tipične upotrebe.
- Implant - je jedna tanka šipkica koja je umetnuta ispod kože nadlaktice žene. Ona sadrži progestin koji se oslobađa u telo tokom 3 godine. Tipična stopa neuspeha upotrebe: 0,1%.[16]
- Injekcija -  je oblik leka koji sadrži hormona progestin i koji se ubrizgava u zadnjicu ili ruku svaka tri meseca od svog lekara. Tipična stopa neuspeha upotrebe: 4%.[16]
- Kombinovani oralni kontraceptivi - koji se nazivaju i „pilula“, su kombinovani oralni kontraceptivi koji sadrže hormone estrogen i progestin. Propisuje ih  lekar. Tableta se uzima u isto vreme svaki dan. Ako ste stariji od 35 godina i pušite, imate  krvnih ugrušak u istoriji bolesti ili rak dojke, lekar vam može savetovati da ne pijete tablete. Tipična stopa neuspjeha upotrebe: 7%.[16]
- Tablete samo sa progestinom - za razliku od kombinovanih pilula one su samo samo sa progestinom (koja se ponekad naziva i mini-tableta) ima samo jedan hormon, progestin, i ne sadrži estrogen.. Propisuje je lekar. Uzima se u isto vreme svaki dan. One su dobra opcija za žene koje ne mogu uzimati estrogen. Tipična stopa neuspjeha upotrebe: 7%. [16]
- Pač metoda - flaster se nosi na trbuhu, stražnjici, ili gornji dio tijela (ali ne na grudi). Ovu metodu propisuje ljekar. Otpušta hormone progestin i estrogen u krvotok. Novi flaster stavljate jednom sedmično tokom tri sedmice. Tokom četvrte sedmice ne nosite flaster, tako da možete imati menstruaciju. Tipična stopa neuspjeha upotrebe: 7%.[16]
- Hormonski vaginalni kontraceptivni prsten - je u obliku prstena koji oslobađa hormone progestin i estrogen, stavlja se u  vaginu. Prsten se nosi  tri nedelje, a onda se vadi nedelju dana dok traje menstruacija i zatim stavlja novi prsten. Tipična stopa neuspjeha upotrebe: 7%. [16]

#### Barijerne metode kontracepcije
- Dijafragma ili cervikalna kapa - Svaka od ovih barijernih metoda smještena je unutar vagine kako bi pokrila vrat maternice i blokirala spermu. Dijafragma je u obliku plitke čaše. Cervikalna kapa je čaša u obliku naprstka. Prije seksualnog odnosa ubacite ih sa spermicidom kako biste blokirali ili ubili spermu. Posjetite svog liječnika radi pravilne ugradnje, jer dijafragme i cervikalne kape imaju različite veličine. Tipična stopa kvara dijafragme: 17%.[16]
- Sunđer - Kontracepcijska spužva sadrži spermicid i stavlja se u vaginu gdje stane na cerviks. Spužva djeluje do 24 sata, a mora ostati u vagini najmanje 6 sati nakon posljednjeg čina odnosa, a tada se uklanja i odbacuje. Tipična stopa neuspjeha u upotrebi: 14% za žene koje nikada nisu imale dijete i 27% za žene koje su imale dijete.[16]
- Muški kondom Muški kondom - nosi ga muškarac, a muški kondom sprečava spermu da uđe u žensko tijelo. Lateksni kondomi, najčešći tip, pomažu u prevenciji trudnoće, HIV-a i drugih spolno prenosivih bolesti, kao i noviji sintetički kondomi. „Prirodni“ ili „jagnjeći“ kondomi takođe pomažu u sprečavanju trudnoće, ali možda ne pružaju zaštitu od spolno prenosivih bolesti, uključujući HIV. Tipična stopa neuspjeha upotrebe: 13%.[16]  Kondomi se mogu koristiti samo jednom. Kondome, žele KY ili maziva na bazi vode možete kupiti u ljekarni. Ne koristite maziva na bazi ulja, kao što su masažna ulja, ulje za bebe, losioni ili vazelin sa lateks kondomima. Oslabit će kondom zbog čega će se pokidati ili slomiti.
- Ženski kondom Ženski kondom - Ženski kondom nosi ga, a ženski kondom sprečava spermu da uđe u njeno tijelo. Pakiran je sa mazivom i dostupan je u ljekarnama. Može se umetnuti do osam sati prije seksualnog odnosa. Tipična stopa neuspjeha upotrebe: 21%,[16] , a također može pomoći u prevenciji spolno prenosivih bolesti.
- Spermicidi - Ovi proizvodi djeluju ubijajući spermu i dolaze u nekoliko oblika - pjene, gela, kreme, filma, čepića ili tablete. Stavljaju se u vaginu najviše jedan sat prije odnosa. Ostavljate ih na mjestu najmanje šest do osam sati nakon odnosa. Uz muški kondom, dijafragmu ili cervikalnu kapu možete koristiti spermicid. Mogu se kupiti u drogerijama. Tipična stopa neuspjeha upotrebe: 21%.[16]

#### Metode zasnovane na svesti o plodnosti
Metode zasnovane na svijesti o plodnosti - Razumijevanje vašeg  mjesečnog obrasca plodnostivanjska ikonavanjska ikonamože vam pomoći u planiranju trudnoće ili izbjegavanju trudnoće. Vaš obrazac plodnosti je broj dana u mjesecu kada ste plodni (u stanju da zatrudnite), dani kada ste neplodni i dani kada je plodnost mala, ali je moguća. Ako imate redovan menstrualni ciklus, svakog mjeseca imate oko devet ili više plodnih dana. Ako ne želite zatrudnjeti, nemate spolni odnos u dane kada ste plodni ili tih dana koristite barijernu metodu kontrole rađanja. Stope otkaza variraju kod ovih metoda. 1-2 Raspon tipičnih stopa neuspjeha upotrebe: 2-23%.

#### Metoda laktacijske amenoreje
Za žene koje su nedavno rodile dijete i doje, metoda laktacijske amenoreje (LAM) može se koristiti kao kontrola rađanja kada su zadovoljena tri uvjeta: 1) amenoreja (bez menstruacije nakon porođaja), 2) u potpunosti ili gotovo u potpunosti doji i 3) manje od 6 mjeseci nakon porođaja. LAM je privremena metoda kontrole rađanja, a druga metoda kontrole rađanja mora se koristiti kada nije ispunjen bilo koji od tri uvjeta.

### Hitna kontracepcija
Hitna kontracepcija nije uobičajena metoda kontrole rađanja. Hitna kontracepcija može se koristiti nakon što se tijekom seksa nije koristila kontrola rađanja ili ako metoda kontrole rađanja nije uspjela, na primjer ako je pukao kondom.
- Bakarna spirala - Ženama se može ubaciti bakarna spirala u roku od pet dana od nezaštićenog seksa.
- Hitne kontracepcijske tablete - Žene mogu uzimati hitne kontracepcijske tablete i do 5 dana nakon nezaštićenog seksa, ali što su prije prije uzimanja tableta, to će bolje djelovati. U Sjedinjenim Državama dostupne su tri različite vrste tableta za nužnu kontracepciju. Neke tablete za nužnu kontracepciju dostupne su bez recepta.

### Trajne metode kontrole rađanja
- Sterilizacija žena - Podvezivanje jajovoda ili „vezivanje cijevi“ - ženi mogu biti vezane jajovode (ili zatvorene), tako da se spermatozoidi i jajne stanice ne mogu oploditi. Postupak se može obaviti u bolnici ili u ambulantnom hirurškom centru. Možete se vratiti kući istog dana operacije i nastaviti svoje uobičajene aktivnosti u roku od nekoliko dana. Ova metoda stupa na snagu odmah. Tipična stopa neuspjeha upotrebe: 0,5%.[16]
- Sterilizacija muškaraca - vazektomija - Ova se operacija radi kako bi se spriječilo da muškarac sperma ode do svog penisa, tako da u njegovom ejakulatu nikada nema sperme koja može oploditi jajnu stanicu. Postupak se obično radi u ambulantnom hirurškom centru. Čovjek može ići kući istog dana. Vrijeme oporavka je manje od jedne sedmice. Nakon operacije, muškarac posjećuje svog liječnika radi pretraga kako bi mu izbrojio spermu i kako bi se osiguralo da broj sperme padne na nulu; ovo traje oko 12 tjedana. Treba koristiti drugi oblik kontrole rađanja sve dok muškarac broj sperme ne padne na nulu. Tipična stopa neuspjeha upotrebe: 0,15%.

## Planiranje porodice
- Svest o plodnosti
- Uzdržavanje

## Polno prenosive bolesti
Zdravstveni cilj vlade Sjedinjenih Američkih Država  putem Službe za javnog zdravstva Sjedinjenih Američkih Država nastoji da da smanji broj slučajeva polno prenosivih bolesti od 1980-tih do danas.  
Centri za kontrolu bolesti odgovorni su za mnoga ispitivanja na temu polno prenosivih bolesti, kao i za uticaj ovih bolest na žene i devojke.
CDC definiše polno prenosive bolesti kao „infekcije koje možete dobiti seksom sa nekim ko ima infekciju“.
Postoji više od dvadeset vrsta  polno prenosive bolesti koje se mogu identifikovati, a koje su uzrokovane bakterijama, parazitima ili virusima.  Za godinu dana u Sjedinjenim Američkim Državama procenjuje se 12 miliona slučajeva zharaženih  polno prenosivim bolestima. Od tih 12 miliona slučajeva postoji:
- 1,5 miliona slučajeva gonoreje,

- 500.000 slučajeva genitalnog herpesa
- 110.000 slučajeva sifilisa.[18]

I žene i muškarci u Sjedinjenim Američkim Državama pogođeni su epidemijom  polno prenosivih bolesti. Međutim, žene imaju jaču negativnu zdravstvenu reakciju na neke polno prenosive bolesti od muškaraca. 
Negativni zdravstveni efekti polno prenosivih bolesti na žene mogu da uključuju:
* upalnu bolest karlice (PIV), 
*ektopičnu trudnoću,
* hronični bol u karlici, 
*neplodnost, 
fetalne i perinatalne infekcije, 
komplikacije u trudnoći, 
gubitak ploda, 
rak grlića materice,
povećani rizik od upala jajovoda u trudnoći, 
intrauterini rast retardacije,
prevremeni porođaj.
Žene u Sjedinjenim Američkim Državama su iz različitih razloga ređe u potrazi za lečenjem  polno prenosivih bolesti. Neke polno prenosive bolesti izgledaju asimptomatski kod žena, pa je verovatnoća da će žene tražiti lečenje polno prenosivih bolesti manja nego kod muškaraca. 
Kao i kod većine zdravstvenih tema, postoji jaz u razumevanju patologije bolesti kod žena naspram muškaraca. Žene dobijaju manje nego adekvatne informacije o prevalenciji  polno prenosivih bolesti kao i o simptomima  polno prenosivih bolesti.
Kao i kod kontracepcije u Sjedinjenim Američkim Državama, postoji stigma koja sprečava žene da uče o svim mogućim polno prenosivim bolestima i njihovom lečenju. Studija Journal of Vomen’s Health identifikovala je polno prenosive bolesti kao temu o kojoj žene radije ne bi razgovarale.
Žene sa svojim partnerima takođe često ne razgovaraju i o polno prenosivim bolestima.   Stigma oko polno prenosivim bolestima u Sjedinjenim Američkim Državama sprečava žene da razgovaraju o toj temi čak i među zdravstvenim radnicima, bliskim prijateljima, partnerima i u porodici. Mlađe žene ne shvataju rizik koji im mogu naneti polno prenosive bolesti. Na primer, hlamidija je jedan od najčešćih  polno prenosivih bolesti koja pogađa žene i muškarce u Sjedinjenim Američkim Državama.
Žene se ne pridržavaju preporuka da treba da se najmanje jednom godišnje pregledaju na hlamidiju. Većina žena čak i nema nikakve informacije o hlamidiji kao  polno prenosivoj bolesti osim činjenice da je izlečiva.
Skrining na polno prenosive bolesti je najefikasniji za njihovo  identifikovanje  kod žena, ali ga žene u američkoj zdravstvenoj zaštiti često nedovoljno koriste a pristup klinikama za planiranje porodice povećava verovatnoću da će žene potražiti i koristiti skrining za  polno prenosive bolesti.
Skrining je oblik testiranja zdravih naspram simptomatskih osoba na tradicionalne simptome polno prenosivih bolesti kako bi se utvrdila njihova  prevalencija. Američka federacija za planirano roditeljstvo ima na raspolaganju klinike širom Sjedinjenih Američkih Država  za potrebe skrininga na polno prenosive bolesti kao i za druge usluge planiranja porodice.  
Planirano roditeljstvo sugeriše da seksualno aktivne žene najmanje jednom godišnje treba da vrše skrining na polno prenosive bolesti.  Studija časopisa Journal for Vomen’s Health utvrdila je potrebu za kampanjom edukacije o značaju skrininga polno prenosivih bolesti koja cilja seksualno aktivne mlade žene.

## Spoljašnje veze
|  | Molimo Vas, obratite pažnju na važno upozorenje u vezi sa temama iz oblasti medicine (zdravlja). |